# وحشی‌گری پلیس

عکس‌هایی از رادنی کینگ درحالی‌که بر روی زمین افتاده و به‌دستِ افسرانِ اداره پلیس لس‌آنجلس کتک می‌خورد

وحشی‌گری پلیس به‌کارگیریِ عمدی و استفاده از نیرویِ بیش از حد (معمولاً فیزیکی) در فرایندهای وابسته به اجرای قانون بر مردم از سوی پلیس است. این نوع رفتار در برگیرندهٔ حملاتِ لفظی و ارعابِ روانی به‌دستِ یک افسر پلیس نیز می‌گردد. خشونتِ پلیس و آزار از سویِ مأموران، به‌شکلِ گسترده‌ای در بسیاری از کشورها وجود دارد، حتی در آن کشورهایی که چنین جُرم‌هایی را پیگیریِ قضایی می‌کنند. این نوع رفتار، فراتر از خشونت و بنوعی افراط در اِعمالِ خشونت از سویِ پلیس است. ماجرایِ رادنی کینگ در آمریکا و حوادثِ زندانِ کهریزک نمونه‌هایی ازین دست هستند.